# Capelopterum fuscifrons
Capelopterum fuscifrons är en insektsart som beskrevs av Frederick Arthur Godfrey Muir 1921. Capelopterum fuscifrons ingår i släktet Capelopterum och familjen sköldstritar. Inga underarter finns listade i Catalogue of Life.